# Paramitha Rusady
Paramitha Rusady, właśc. Pradnya Paramitha Chandra Devy Rusady (ur. 11 sierpnia 1966 w Ujungpandang) – indonezyjska aktorka, modelka i piosenkarka.
Zagrała główną rolę w filmie Ranjau-Ranjau Cinta (1983), wraz z Rano Karno. W trakcie swojej kariery była kilkukrotnie nominowana do nagród Citra (Festival Film Indonesia), za role w filmach: Si Kabayan Saba Kota (FFI 1989), Blok M (rola drugoplanowa, FFI 1990), Boss Carmad (FFI 1991), Selembut Wajah Anggun (FFI 1992), Kuberikan Segalanya (rola drugoplanowa, FFI 1992).